# Arcivescovado di Ocrida

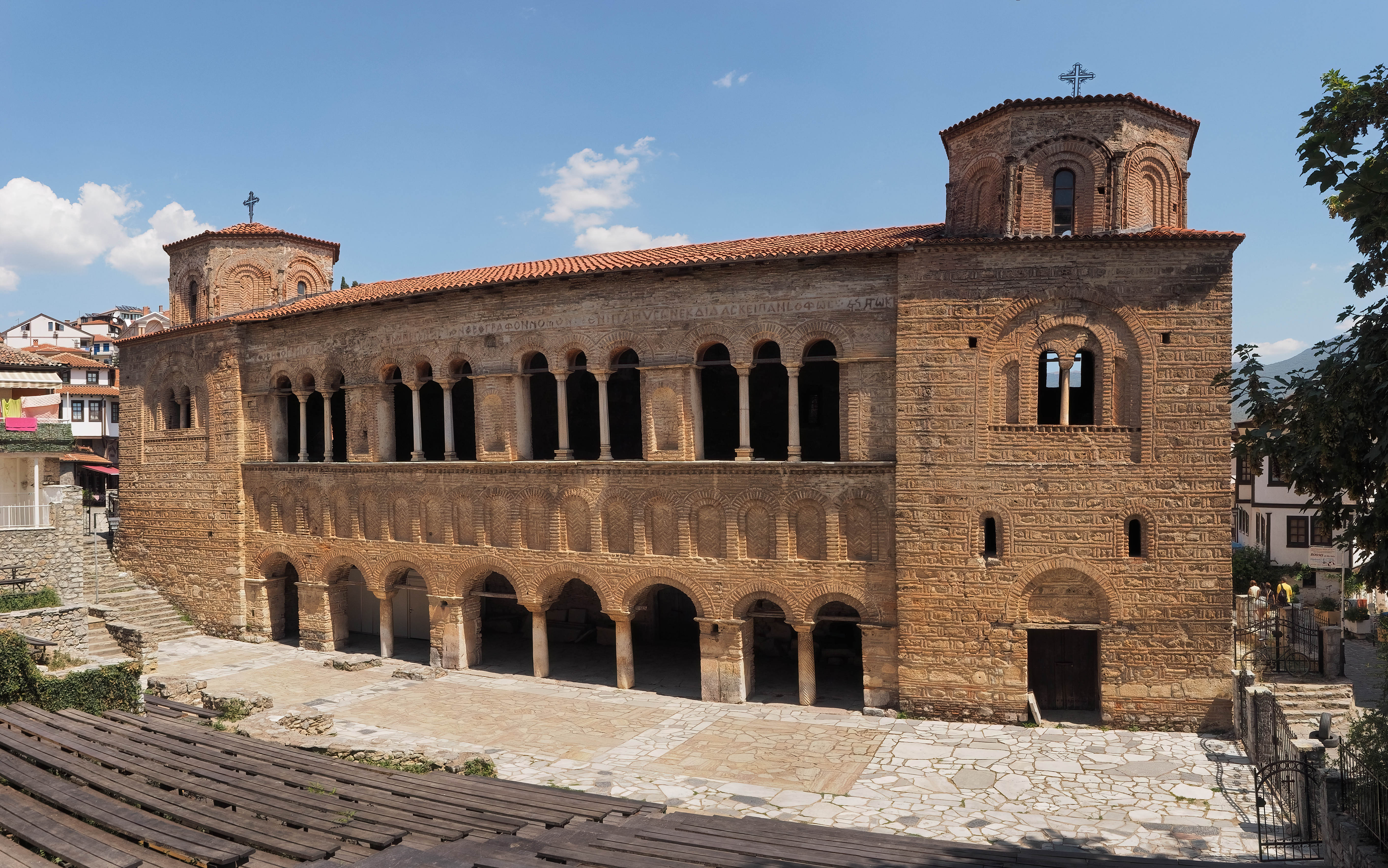
La cattedrale arcivescovile di Santa Sofia a Ocrida.

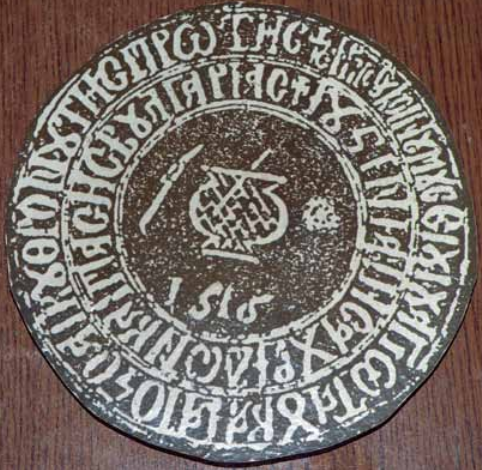
Sigillo dell'arcivescovado (1516).

L'arcivescovado di Ocrida era una Chiesa ortodossa orientale autocefala fondata in seguito alla conquista bizantina dell'impero bulgaro nel 1018 e alla riduzione del patriarcato bulgaro a sede arcivescovile con ampia autonomia. Nel 1767 l'autocefalia dell'arcivescovado fu abolita e l'istituzione fu posta sotto la tutela del patriarcato di Costantinopoli. Gli arcivescovi portavano il titolo di "arcivescovi di Giustiniana Prima e di tutta la Bulgaria".

## Storia
Nella seconda metà del X secolo, iniziò il crollo del primo impero bulgaro, la cui parte orientale, corrispondente all'odierna Bulgaria, divenne protettorato bizantino dopo l'assedio di Dorostolon del 971. I patriarchi bulgari si rifugiarono nella parte occidentale dell'impero, rimasto sotto il controllo dei Bulgari del generale Samuele, e dopo varie peripezie, posero la loro residenza a Ocrida (o Acrida), sede degli ultimi due patriarchi, Filippo (circa 1000-1016) e Davide (1016-1018).
A Davide succedette Giovanni, che assistette nel 1018 alla definitiva sconfitta dei Bulgari e alla loro sottomissione all'impero bizantino. Lo stesso anno l'imperatore Basilio II Bulgaroctono pose fine al patriarcato bulgaro di Ocrida, e ridusse la circoscrizione ad arcidiocesi, nell'ambito del patriarcato di Costantinopoli. Tuttavia Giovanni fu confermato nella sua sede, e con due decisioni imperiali del 1018 e del 1020, Basilio II riconobbe a Giovanni e ai suoi successori la stessa giurisdizione e la medesima estensione territoriale, che fu dei patriarchi bulgari, preservando contestualmente l'autonomia e un certo grado di autocefalia dell'arcivescovado.
L'arcivescovado continuò ad esistere anche dopo la restaurazione del patriarcato bulgaro nel 1235 da parte del concilio di Lampsaco, quando tutti e quattro i patriarchi di Costantinopoli (residenti a Nicea), di Alessandria, Antiochia e Gerusalemme decisero di ripristinare la dignità patriarcale della chiesa bulgara con sede a Veliko Turnovo.
L'arcivescovado fu soppresso dal sultano di Costantinopoli il 16 gennaio 1767 e le sue istituzioni (l'arcidiocesi di Ocrida e le metropolie e diocesi che ne dipendevano), furono incorporate a pieno titolo nel patriarcato di Costantinopoli. A questa decisione contribuirono le pressioni del patriarcato di Costantinopoli, che mirava al controllo di tutte le chiese ortodosse comprese nell'impero ottomano (cf. l'anno prima la stessa sorte era toccata al patriarcato serbo di Peć).
Al momento della sua istituzione l'arcivescovado comprendeva 32 sedi suffraganee. Tuttavia, nel corso dei decenni successivi, molte delle sedi vescovili rimosse da altre giurisdizioni e concesse a Ocrida da Basilio II furono restituite alle loro metropolie originarie. Nonostante la creazione di nuovi vescovati da quelli esistenti, verso la metà del XII secolo il numero delle suffraganee, a parte la stessa Ocrida, era sceso a 23: Kastoria, Skopje, Belebousdion, Serdica, Morosbisdo, Moglena, Pelagonia, Prisdiana, Strumica, Nisos, Kephalonia o Glabinitze, Morabos o Braničevo, Belegrada, Bodena, Sirmio, Lipenion, Rhasos, Selasphoros o Devil, Slanitza o Pella, Illyrikon o Kanina, Grevena, Deure e il cosiddetto "vescovado dei Valacchi".
Nel 1715, nell'ultimo elenco noto delle diocesi del patriarcato di Costantinopoli, dall'arcivescovado di Ocrida dipendevano 12 sedi, di cui 7 metropolie e 5 diocesi:
- metropolie: Kastoria, Pelagonia, Bodena, Korytsa, Belegrada, Strumica e Grevena;[8]
- diocesi: Sisanio, Moglena-Molischos, Prespa-Dibra, Kitzava, Gkora-Mokra.[9]

Oggi il titolo di "arcivescovo di Ocrida" è appannaggio dei primati della Chiesa ortodossa macedone.

## Cronotassi degli arcivescovi

### Dalle origini al 1394
La cronotassi di questo periodo segue da vicino quella indicata da Günter Prinzing nel suo studio, salvo diversa indicazione riportata in nota.
- Giovanni I † (1018 - circa 1025 o 1037 deceduto)[12]
- Leone I † (1025 o 1037 - 1055/56 deceduto)[13]
- Teodolo † (1056 - 1063)[14]
- Giovanni II † (1064 ? - 1078)
- Giovanni III † (prima del 1089)
- Teofilatto † (1088/89 - circa 1120/1126 deceduto)[14]
- Leone II † (prima del 1143)
- Michele Massimo † (prima del 1143)
- Giovanni IV † (circa 1139/1143 - estate 1163)
- Eustazio † (seconda metà del 1163 - 1170)
- Costantino I Boukinator † (1170 - 1183 ?)
- Giovanni V Kamateros † (circa 1191 - 1215)
- Demetrio Chomatenos † (1216 - 1236)
- Gioannizio †
- Sergio †
- Giacomo † (1236 o 1241 - 1253)
- Costantino II Kabasilas † (circa 1254 - 1262)[15]
- Teodoro Karameo † (circa 1263 - circa 1273)[16][17]
- Gennadio † (1283 - 1289)[18]
- Macario † (1394/95 - 1299)[19]
- Gregorio I † (1313/14 - 1327)[20][21]
- Nicola † (1346 - 1347)[22]
- Gregorio II † (1364/65 - 1378)[23]
- Anonimo † (menzionato nel 1390 e 1394)[24]

### Dall'occupazione ottomana alla soppressione (1394-1767)
La cronotassi di questo periodo segue da vicino quella proposta da Iwan Snegarow, salvo indicazioni diverse, citate in nota.
- Matteo † (1407/08 - 1410)[26]
- Nicodemo † (menzionato nel 1452)
- Doroteo † (1465 - 1466)[27]
- Marco (1466)
- Nicola †[28]
- Zaccaria †[28]
- Procoro † (prima del 1528/29 - giugno o luglio 1550 deceduto)
- Simeone † (luglio 1550 - inizio 1551 dimesso)
- Gregorio †
- Neofito † (menzionato nel 1551)[29]
- Nicanore † (? - 1557 deceduto)
- Acacio †[30]
- Paisio † (prima del 1565 - dopo luglio 1566)
- Partenio †
- Sofronio † (fine del 1566 - dopo il 1572)
- Gabriele † (prima di novembre 1582 - circa 1587)
- Teodolo  † (menzionato nel 1588)
- Gioacchino † (circa 1590 - dopo gennaio 1593)[31]
- Atanasio † (menzionato nel gennaio 1596)
- Nettario † (? - agosto 1597)[32]
- Barlaam † (circa 1597 - 28 maggio 1598 deceduto)[32]
- Atanasio † (menzionato nel 1606) (per la seconda volta)
- Metrofane † (menzionato il 21 luglio 1614)[33]
- Atanasio † (menzionato nel 1615) (per la terza volta)
- Giorgio † (menzionato nel 1617)[34]
- Nettario † (menzionato dal 1616 al 1622)
- Porfirio Paleologo † (menzionato nel settembre 1624)
- Ioasaf † (menzionato nel 1628)
- Abramo † (prima del 31 gennaio 1629 - dopo febbraio 1635[35])
- Simeone † (menzionato nel 1633)
- Melezio † (menzionato nel 1637)
- Daniele †
- Caritone † (prima del 1643 - dopo il 1651)
- Dionisio † (? - circa fine 1652 dimesso o deposto)
- Atanasio † (prima di febbraio 1653 - dopo il 1658 dimesso)
- Pafnuzio †
- Ignazio † (prima di marzo 1660[36] - agosto 1662 dimesso)[37]
- Arsenio † (tra il 1662 e il 1663)
- Zosimo † (prima di ottobre 1663 - intorno al 1670 deceduto)
- Panareto ? † (menzionato nel 1671)[38]
- Nettario † (menzionato nel 1673)
- Ignazio † (prima del 1676)
- Gregorio † (prima del 1676)
- Teofane † (inizio del 1676 - settembre 1676 deposto)
- Melezio † (24 ottobre 1676 - dopo maggio 1677 dimesso)
- Partenio † (1677 - prima di giugno 1683 dimesso)
- Gregorio † (prima di giugno 1683 - prima di maggio 1688 dimesso) (per la seconda volta)
- Germano † (8 maggio 1688 - 8 agosto 1691 deposto)
- Gregorio † (9 agosto 1691 - 1693 dimesso)
- Ignazio † (13 agosto 1693 - 9 luglio 1695 deposto)
- Zosimo † (9 luglio 1695 - 8 luglio 1699 deposto)
- Raffaele † (8 luglio 1699 - ?)
- Germano † (circa 1699 - 1702) (per la seconda volta)
- Ignazio † (prima di agosto 1703 - 1706) (per la seconda volta)
- Dionisio † (prima di dicembre 1706 - maggio o agosto 1707 deposto)
- Zosimo † (maggio o agosto 1707 - maggio 1708 deposto) (per la seconda volta)
- Metodio † (28 maggio 1708 - giugno 1708)
- Zosimo † (giugno 1708 - circa giugno 1709 deposto) (per la terza volta)
- Dionisio † (1709 - 16 luglio 1714 deposto) (per la seconda volta)
- Filoteo † (16 luglio 1714 - 6 luglio 1718 deposto)
- Ioasaf † (6 febbraio 1719 - fine del 1745 dimesso)
- Giuseppe † (13 gennaio 1746 - circa 1751 dimesso)
- Dionisio † (prima di aprile 1752 - dopo agosto 1756)
- Metodio † (menzionato nel 1757 e nel 1758)
- Cirillo † (prima di marzo 1759 - 1762 esiliato)
- Geremia † (? - circa maggio 1763 deceduto)
- Anania † (maggio 1763 - 1763)
- Arsenio † (1763 - 16 gennaio 1767 dimesso)